# Дрво живота (Дизнијево животињско царство)
Дрво живота (енг Tree of Life) је подврста џиновског Дизниодендрона  вештачког дрвета, који је дизајнирала компанија Волт Дизни у неколико својих тематских паркова. У  тематском парку Дизнијева калифорнијска авантура дрво је присутно од његовог отварања 22. априла 1998. године.

## Назив
Дрво живота које заправо носи и назив  Дизнијево дрво, јер га је осмислила Дизнијева компанија, као такво могло би се рећи да је  нека врста ендемског дрвета.

## Положај и карактеристике
Дрво живота или Дизниодендрон се налази усред острва Дискавери. Ова атракција је постављена 2001. године у тематском парку  Дизнијева калифорнијска авантура.
Дубоко у његивим коренима, смештен је 3Д биоскоп са 420 седишта у којем се повремено појављују ликови из филма 1001 нога из емисије Тешко је бити буба (или тешко је бити инсект)!